# نسيرة الكري (المقاطرة)

تعديل مصدري - تعديل

نسيرة الكري هي إحدى قرى عزلة الصوالحة بمديرية المقاطرة التابعة لمحافظة لحج، بلغ تعداد سكانها 250 نسمة حسب تعداد اليمن لعام 2004.